# Polizei (Schweden)

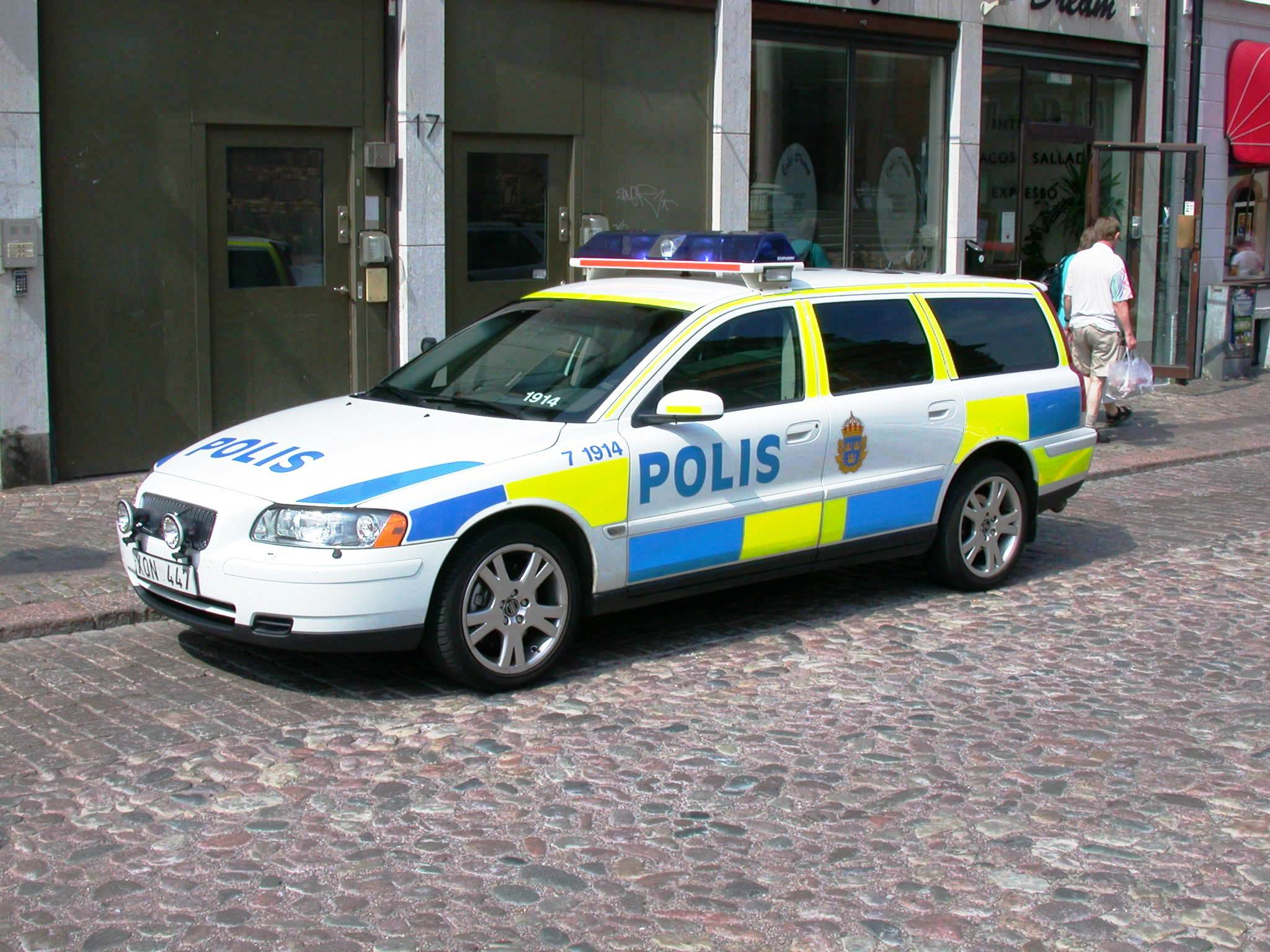
Schwedisches Polizeifahrzeug

Die Polizei Schwedens (schwedisch polisen) ist zentral aufgebaut und dem schwedischen Justizministerium unterstellt. Bis 2014 war Rikspolisstyrelsen (RPS) die zentrale Verwaltungs- und Aufsichtsbehörde der Polizei. Zum 1. Januar 2015 ging dieses im Rahmen einer umfassenden Umstrukturierung der Polizei in der nationalen Polizeibehörde Polismyndigheten auf.
Die Polizeibehörde wird von einem Chef – dem Rikspolischef – geleitet, der vor der Regierung die Verantwortung für die Tätigkeit der Behörde trägt. Die Polizeibehörde verfügt über zehn nationale Abteilungen. Die Abteilung für Sonderermittlungen ist ebenso wie die Interne Revision unabhängig von anderen Tätigkeiten innerhalb der Behörde. Die Polizeibehörde verfügt über sieben Polizeiregionen mit operativer Verantwortung für Polizeieinsätze in einem bestimmten geografischen Gebiet. Die Arbeit in einer Region wird von einem regionalen Polizeichef geleitet. Innerhalb jeder Polizeiregion gibt es auch eine Reihe von regionalen Dienststellen und lokale Polizeidistrikte. Innerhalb jedes Polizeidistrikts gibt es örtliche Polizeireviere.
Zum Jahresende 2022 beschäftigte die Polizeibehörde 34.928 Mitarbeiter, davon waren 81 Prozent aktiv in den Polizeiregionen und 19 Prozent in den Zentralabteilungen. 48,4 % der Mitarbeiter der Polizeiregionen waren auf Revierebene tätig. Weitere 21,8 % der Regionale Personalressourcen fielen auf Distrikts-Ebene und 29,8 % auf Regionale Ebene.

## Kennzeichnungspflicht
Siehe auch
Die Polizeibeamten sind generell nicht verpflichtet, ihre Identität preiszugeben oder sich in irgendeiner Weise zu kennzeichnen. Dennoch besteht die Verpflichtung, einen Dienstausweis mitzuführen, der Informationen zum Namen und einer Identifikationsnummer enthält. Der Dienstausweis ist auf Verlangen vorzuzeigen. In begründeten Ausnahmefällen kann der Polizeibeamte das Vorzeigen des Dienstausweises auch verweigern. Es ist auch möglich, dass der Beamte eine geschützte Identität erhält. Für diesen Sonderfall erhält er einen Ausweis mit einem fiktiven Namen.
Tragen Polizeibeamte im Rahmen von Demonstrationen Helme und werden auf diese Weise für die Zivilbevölkerung unkenntlich, sind sie verpflichtet, einen sichtbaren Hinweis auf ihre Identität (beispielsweise ihren Dienstausweis) an ihrer Uniform zu tragen. Auch die Helme sind mit einer Ziffern- und Buchstabenkombination gekennzeichnet, um eine Identifizierung der Beamten zu ermöglichen. Die Markierung soll in schwarzer Farbe und 3 cm Höhe an Vorder- und Rückseite des Helms angebracht werden.
Diese Regelung gilt für die gesamte Polizei. Es liegen keine Informationen vor, ob die Kennzeichnungspflicht zu einem Anstieg unberechtigter Anschuldigungen gegen Polizeibeamte oder gar zu persönlichen Übergriffen auf diese geführt hat.
Derzeit wird innerhalb der Polizeibehörde die Einführung von Identifikationsnummern geprüft. Hintergrund ist der Schutz von Polizeibeamten gegen Bedrohungen und andere Arten von Vergeltungsmaßnahmen.

## Polismyndighet

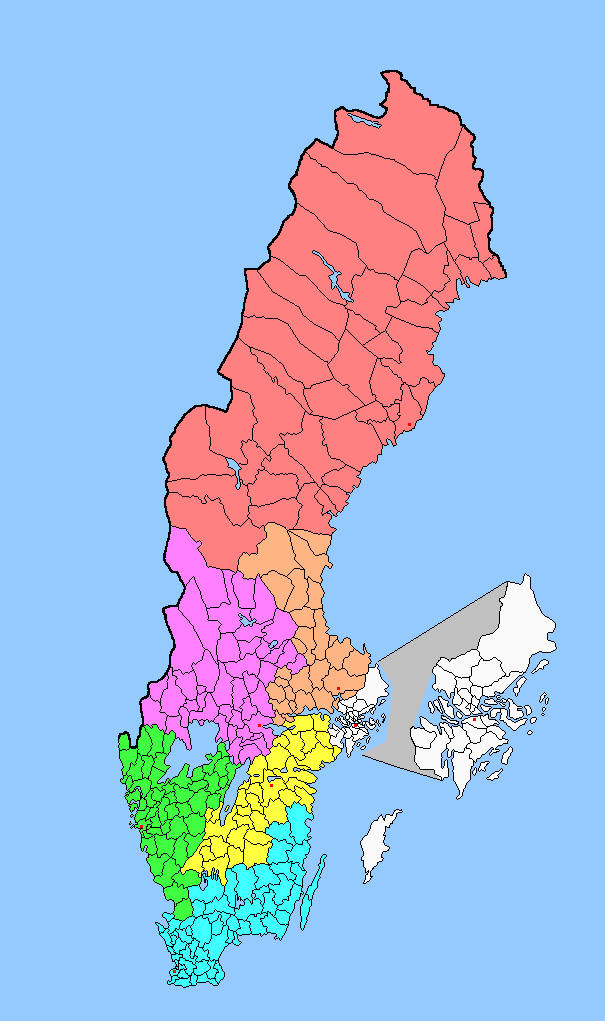
Die Polizeiregionen Schwedens. (Die Grenzen innerhalb der Regionen sind Gemeindegrenzen.)

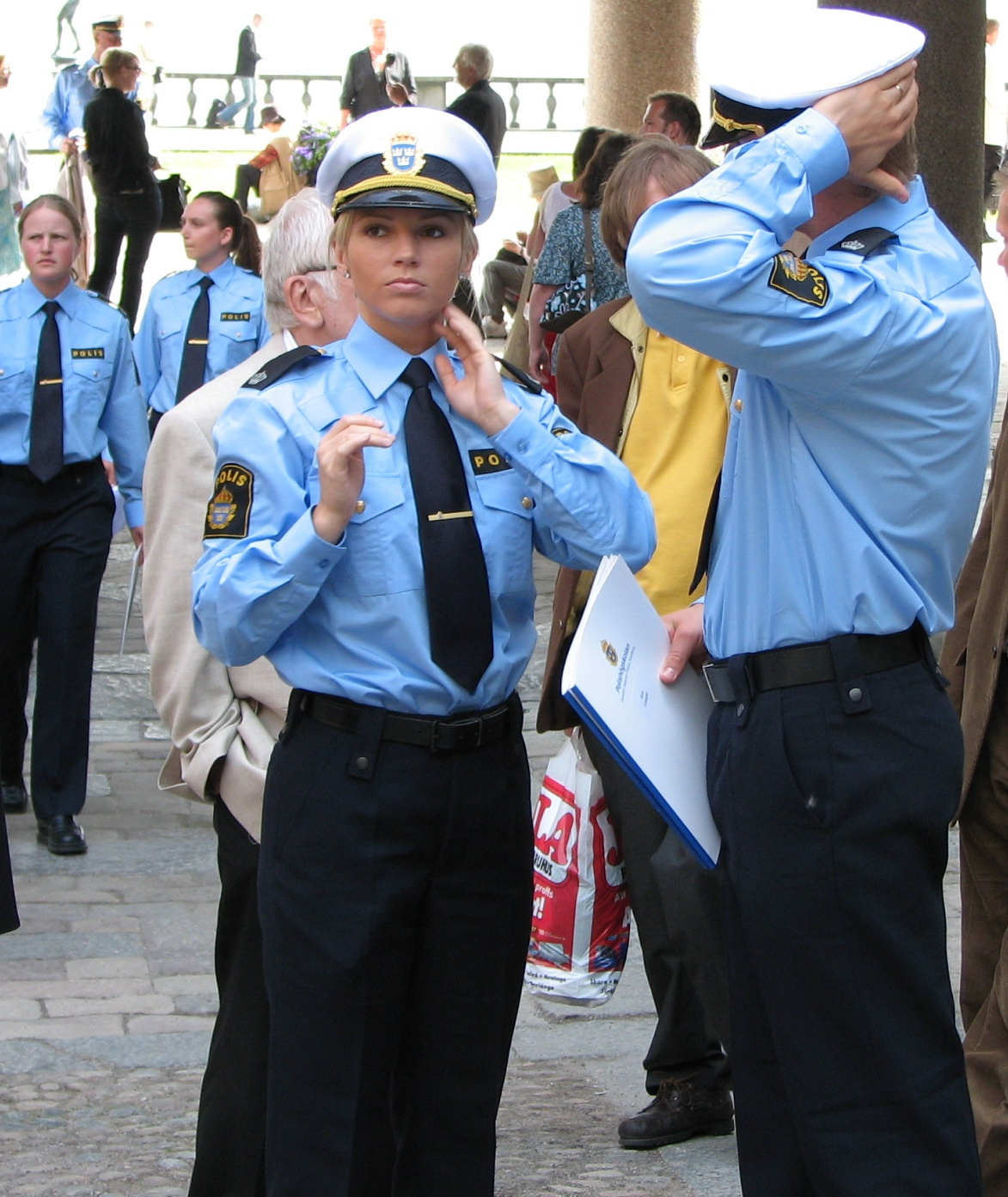
Schwedische Polizisten in Festtagsuniform

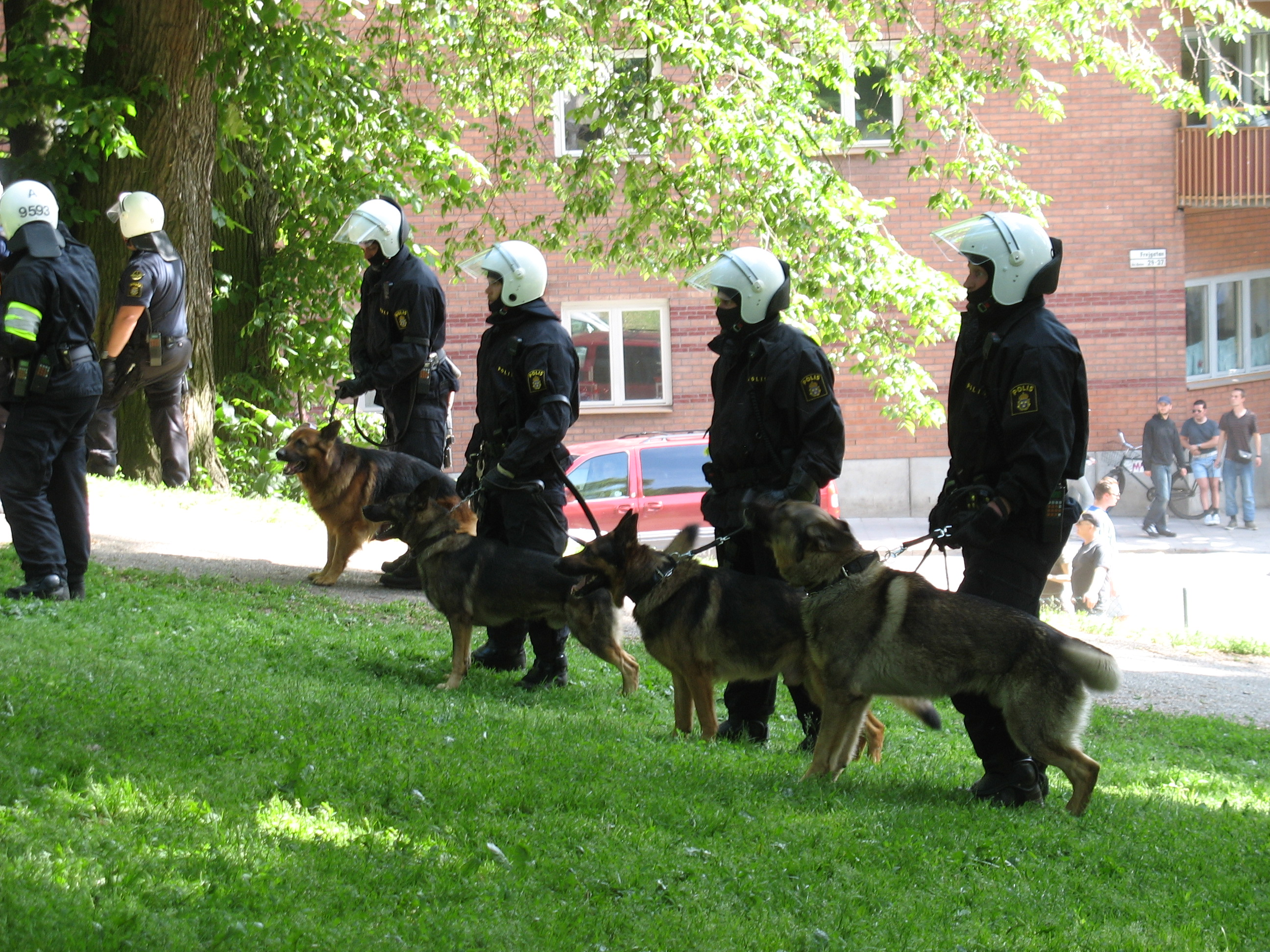
Hundestaffel der Schwedischen Polizei während einer Demonstration von Nationalisten 2007 am Nationalfeiertag

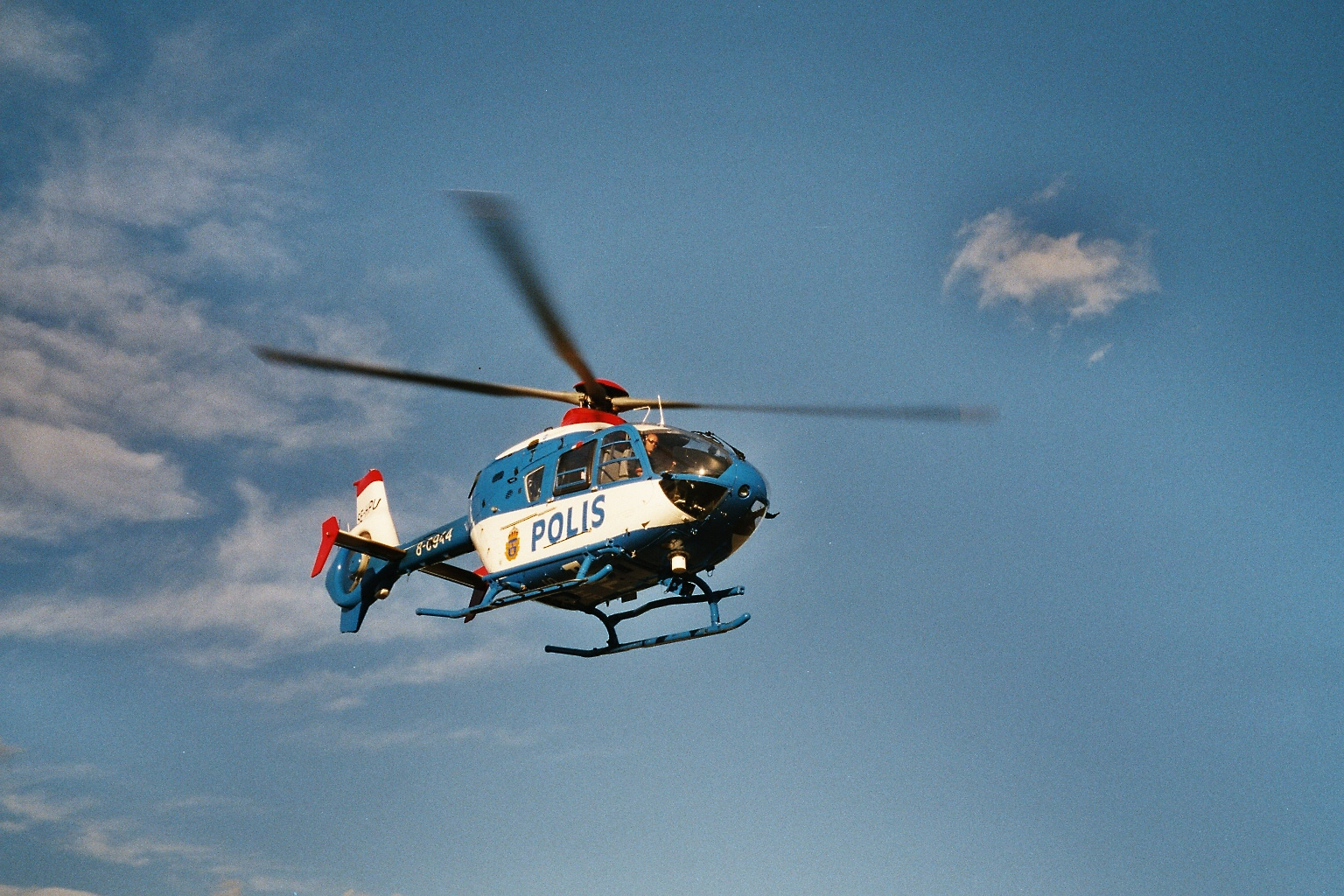
Schwedischer Polizeihelikopter Eurocopter

Die Polismyndighet (Polizeibehörde) ist die zentrale Verwaltungs- und Aufsichtsbehörde der Schwedischen Polizei. Sie kann in etwa mit dem deutschen Bundeskriminalamt gleichgesetzt werden. Die Behörde mit Sitz in Stockholm wurde 1964 gegründet und wird von einem Reichspolizeichef (Rikspolischef) geleitet, der direkt von der Regierung ernannt wird.
Die Polismyndighet ist in 7 Polizeiregionen aufgeteilt, die aus insgesamt 27 Polizeidistrikten (polisområde) bestehen. Die größte der  Polizeiregionen ist die von Stockholms län,⁣⁣ mit 6.700 Angestellten, davon 5.000 Polizisten.
Das Polizeimuseum (Polismuseet) untersteht ebenfalls der Polismyndighet.

### Polizeiregionen
Die Regionen haben jeweils vier Einheiten, die innerhalb der gesamten Region tätig sind. Es sind dies die Einsatz-, Ermittlungs- und Nachrichteneinheit sowie das Regionalbüro, das direkt dem Regionspolizeileiter untersteht. Jede Einheit ist in mehrere Funktionsbereiche unterteilt.

### Polizeidistrikte
Die Polizeidistrikte erstrecken sich in den meisten Fällen über einen gesamten Län. Die größten Läne sind in mehr als einen Polizeidistrikt unterteilt. Jeder Polizeidistrikt wird von einem Polizeidistriktsleiter und einem stellvertretenden Polizedistriktsleiter geführt. Ein Polizeidistrikt verfügt über Ermittlungs- und Nachrichtendienste, örtliche Polizeireviere und ein Büro.

### Polizeireviere
Ein Polizeidistrikt ist in örtliche Polizeireviere (lokalpolisområden) unterteilt, in denen Ermittlungs-, Kriminalpräventions- und Interventionsabteilungen eingerichtet werden. Das Polizeirevier verfügt möglicherweise auch über eine Unterstützungs- und Serviceeinheit. Das größte Polizeirevier, Nordlappland, umfasst 13 % der Fläche Schwedens, also eine Fläche, die größer als Niedersachsen ist.

### Nationellt forensiskt centrum (NFC)
Nationellt forensiskt centrum (NFC), bis 31. Dezember 2014: Statens kriminaltekniska laboratorium (SKL). Das Nationale Forensische Zentrum hat seit 1975 seinen Sitz in Linköping und ist mit etwa 285 Angestellten für kriminaltechnische Untersuchungen zuständig.
Das Institut arbeitet an der Spurensicherung und der Analyse von Material aus Kriminalfällen. NFC hat Experten und Wissenschaftler unterschiedlicher Disziplinen (Chemiker, Biologen, Techniker), um Spuren an Objekten und Tatorten auszuwerten und zuzuordnen.
Das NFC besteht aus einem Leitungsorgan mit Administration und derzeit vier Abteilungen:
1. biologische Abteilung
2. Drogen- und Medikamenten-Analyse
3. der chemisch-technischen Einheit
4. der Dokumentation und Archivierung

Neben der forensischen Analyse arbeitet das Institut auch in der Forschung und Ausbildung der forensischen Wissenschaft.

### Abteilung für nationale Operationen
Die Nationale Einsatzabteilung ist unter anderem für die Nationella Insatsstyrkan, den Polizeiflug, den Nationalen Bombenschutz, das Nationale Kommandozentrum, die Koordinierung der Bemühungen mehrerer Behörden zur Bekämpfung der schweren organisierten Kriminalität sowie als nationale Kontaktstelle für die Sicherheitspolizei, die schwedischen Streitkräfte und die Funkeinrichtung für nationale Verteidigung zuständig.

### Nationella Insatsstyrkan
Nationella insatsstyrkan (‚Nationale Einsatzkräfte‘) sind die landesweit operierenden Spezialkräfte der Schwedischen Polizei. Die 1990 eingerichtete Einheit besteht aus 60 Mann und einem Stab erfahrener Polizisten im Hintergrund. In die Zuständigkeit der NI fallen vor allem Anti-Terror-Einsätze und die Bekämpfung der organisierten Kriminalität sowie Geiselbefreiungen. Die Kräfte werden auch zur Intervention gegen bewaffnete Personen, bei verschärften Raubüberfällen, Aufklärung in unzugänglichem Gelände, bei den Vorbereitungen auf Staatsbesuche, Krisen-Verhandlungen bei Geiselnahmen und im Personenschutz eingesetzt. Nationella Insatsstyrkan kooperieren in Ausbildung und Taktik mit dem Schwedischen Militär und der Schwedischen Spezial-Einsatzpolizei (SEKs in verschiedenen Teilen Schwedens).

### Piketen

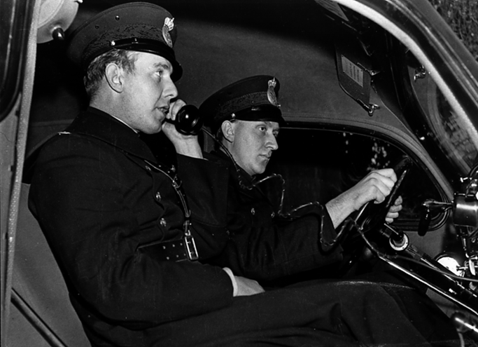
Funkstreifwagen der Polizei in Stockholm 1939.

Die Piketen sind die regional arbeitenden Mobilen Einsatzkommandos der Schwedischen Polizei. Die aus schnellen Teams der Bereitschaftspolizei entstanden Teams haben eine lange Tradition. Bereits 1887 wurde in Stockholm die erste Einheit der schnellen Bereitschaftspolizei aufgestellt. Die Piketen verfügten bereits 1939 über einen Packard, der mit einem Funkgerät ausgestattet war. Wegen seiner Ausrüstung war er damals das modernste Polizeiauto Europas.

## Polizeiakademie
Die Polizeiausbildung in Schweden wird als Auftragsausbildung an fünf Universitäten und Hochschulen durchgeführt.
Universität Umeå (seit 2000), Linné-Universität in Växjö (seit 2001), Hochschule Södertörn in Flemingsberg (wohin es im Januar 2015 von der 1970 gegründeten Polizeiakademie (PHS) in Solna verlegt wurde), Universität Malmö (seit Januar 2019) und Hochschule Borås (seit Januar 2019). Die Grundausbildung besteht aus vier Semestern Schulungs- und einer anschließenden, sechsmonatigen Praxisphase als Polizeianwärter.
Die Polizeiakademie (PHS) ist heute das Kompetenzentwicklungszentrum für die schwedische Polizei. Die PHS ist als Arbeitseinheit ein Teil der Polizeibehörde.

## Säkerhetspolis
Die Säkerhetspolis Säpo (Sicherheitspolizei) ist der Inlandsnachrichtendienst Schwedens und war bis 2014 dem Rikspolisstyrelsen unterstellt. Seit 2015 ist Säpo eine eigenständige Behörde. Hauptaufgabengebiete sind die Gegenspionage, der Verfassungsschutz, die Bekämpfung des Terrorismus und der Personenschutz (zum Beispiel der Königsfamilie und von Politikern).
Das Hauptquartier liegt in Stockholm. Die fünf regionalen Büros befinden sich in Göteborg, Luleå, Malmö, Uppsala und Örebro. Im Hauptquartier ist die Säpo in elf operative Einheiten unterteilt.